# سماك (برمجية)
Smack (الاسم الكامل: Simplified Mandatory Access Control Kernel ) هو وحدة أمان لنواة لينكس تحمي البيانات وتفاعل التفاعل من التلاعب الخبيث باستخدام مجموعة من قواعد التحكم في الوصول الإلزامي (MAC) ، مع البساطة كهدف التصميم الرئيسي. تم دمجها رسميًا منذ إصدار Linux 2.6.25 ،  وكانت آلية التحكم في الوصول الرئيسية لنظام تشغيل MeeGo للجوّال. كما أنها تستخدم ل رمل تطبيقات الويب HTML5 في تايزن الهندسة المعمارية،  في التجارية ريح نهر حلول لينكس للتنمية الجهاز جزءا لا يتجزأ، فيفيليبسمنتجات Philips Digital TV. وفي نظام Ostro OS لأجهزة IntelIoT .
منذ عام 2016 ، يُطلب من Smack في جميع تطبيقات Linux Grade (AGL) التي توفرها بالتعاون مع مرافق Linux الأخرى قاعدة إطار أمان AGL.

## التصميم
يتكون Smack من ثلاثة عناصر:
- وحدة kernel التي يتم تطبيقها كوحدة نمطية لنظام Linux . يعمل بشكل أفضل مع أنظمة الملفات التي تدعم السمات الموسعة .
- برنامج نصي لبدء التشغيل يضمن أن ملفات الجهاز تحتوي على سمات Smack الصحيحة وتحمّل تكوين Smack.
- مجموعة من التصحيحات إلى حزمة GNU Core Utilities لجعلها على دراية بسمات الملف الممتدة Smack. كما تم إنشاء مجموعة من التصحيحات المشابهة لـ Busybox . SMACK لا يتطلب دعم مساحة المستخدم.[12]

## نقد
تم انتقاد Smack لكونه مكتوبًا كوحدة LSM جديدة بدلاً من سياسة أمان SELinux التي يمكنها توفير وظائف مكافئة. وقد تم اقتراح سياسات SELinux هذه، ولكن لم يتم توضيح أي منها. أجاب مؤلف Smack أنه لن يكون عمليًا نظرًا لتركيب SELinux المعقد للتركيب والفرق الفلسفي بين تصميمات Smack و SELinux.